# Черневцы
Черневцы́ (укр. Чернівці) — посёлок в Могилёв-Подольском районе Винницкой области Украины, бывший административный центр упразднённого Черневецкого района.

## Географическое положение
Расположен на реке Мурафа.

## История
Впервые Черневцы упоминаются в исторических документах в конце XIV — первой половине XV вв. В 1546 году село было приобретено Белым Скиндером, брацлавским шляхтичем, и он переименовал поселение в Скиндерполь. А уже в 1595 году верховный гетман и канцлер Польши, Януш Замойский присоединил Скиндерполь к своим владениям. Замойский вернул селу прежнее название — Черновцы, и присвоил ему статус городского поселения. Новый хозяин заботился о развитии и расширении городка, так он даже освобождал всех переселенцев от уплаты налогов и прочих денежных повинностей. Таким образом, к первой трети XVII в. Черневцы стали самым населённым городом на востоке Подолья.
В 1640 году новый владелец Черневцов коронный гетман Конецпольский построил костёл св. Николая.
По Зборовскому договору, в 1649 году, Черневцы становятся пограничным городом казацкой автономии. Но уже в феврале 1651 года польская армия под руководством гетмана М. Калиновского вернула контроль над городом. В последующие годы город неоднократно переходил из рук в руки.
В начале XVIII в., после возвращения городов Подолии их польским владельцам, разрушенные и опустевшие Черневцы стали вновь отстраиваться и заселяться, но городом уже не стали.
В 1728 году, для материальной поддержки, костёлу св. Николая было передано село Косы.
В мае 1995 года Кабинет министров Украины утвердил решение о приватизации находившейся здесь райсельхозтехники.
По состоянию на 1 января 2013 года численность населения составляла 2891 человек.

## Религия
В посёлке действует Свято-Успенский храм Черневецкого благочиния Могилёв-Подольской епархии Украинской православной церкви.

## Достопримечательности
- Марии Магдалины церковь-ротонда, первая половина XIX в.
- Церковь св. Николая архиепископа Мир Ликийских.
- Костёл св. Николая.

## Известные уроженцы и жители
В Черневцах родился князь Ежи Александр Любомирский, первый на независимой Украине Киевский городской голова Леонид Косаковский, киевский сионист В. М. Барбой.